# 2019年
2019年（2019 ねん）は、西暦（グレゴリオ暦）による、火曜日から始まる平年。平成31年/令和元年。
この項目では、国際的な視点に基づいた2019年について記する。

## 他の紀年法
- 干支：己亥（つちのと い）
- 日本（月日は一致）
  - 平成31年（1月1日 - 4月30日）
  - 令和元年（5月1日 - 12月31日）
  - 皇紀2679年
- 大韓民国（月日は一致）
  - 檀紀4352年
- 中華民国（月日は一致）
  - 中華民国108年
- 朝鮮民主主義人民共和国（月日は一致）
  - 主体108年
- 仏滅紀元：2561年閏9月10日 - 2562年10月6日
- イスラム暦：1440年4月23日 - 1441年5月4日
- ユダヤ暦：5779年4月24日 - 5780年4月3日
- Unix Time：1546300800 - 1577836799
- 修正ユリウス日(MJD)：58484 - 58848
- リリウス日(LD)：159325 - 159689

## カレンダー
| 1月 |    |    |    |    |    |    |
| 日  | 月 | 火 | 水 | 木 | 金 | 土 |
|     |    | 1  | 2  | 3  | 4  | 5  |
| 6   | 7  | 8  | 9  | 10 | 11 | 12 |
| 13  | 14 | 15 | 16 | 17 | 18 | 19 |
| 20  | 21 | 22 | 23 | 24 | 25 | 26 |
| 27  | 28 | 29 | 30 | 31 |    |    |
|     |    |    |    |    |    |    |

| 2月 |    |    |    |    |    |    |
| 日  | 月 | 火 | 水 | 木 | 金 | 土 |
|     |    |    |    |    | 1  | 2  |
| 3   | 4  | 5  | 6  | 7  | 8  | 9  |
| 10  | 11 | 12 | 13 | 14 | 15 | 16 |
| 17  | 18 | 19 | 20 | 21 | 22 | 23 |
| 24  | 25 | 26 | 27 | 28 |    |    |
|     |    |    |    |    |    |    |

| 3月 |    |    |    |    |    |    |
| 日  | 月 | 火 | 水 | 木 | 金 | 土 |
|     |    |    |    |    | 1  | 2  |
| 3   | 4  | 5  | 6  | 7  | 8  | 9  |
| 10  | 11 | 12 | 13 | 14 | 15 | 16 |
| 17  | 18 | 19 | 20 | 21 | 22 | 23 |
| 24  | 25 | 26 | 27 | 28 | 29 | 30 |
| 31  |    |    |    |    |    |    |
|     |    |    |    |    |    |    |

| 4月 |    |    |    |    |    |    |
| 日  | 月 | 火 | 水 | 木 | 金 | 土 |
|     | 1  | 2  | 3  | 4  | 5  | 6  |
| 7   | 8  | 9  | 10 | 11 | 12 | 13 |
| 14  | 15 | 16 | 17 | 18 | 19 | 20 |
| 21  | 22 | 23 | 24 | 25 | 26 | 27 |
| 28  | 29 | 30 |    |    |    |    |
|     |    |    |    |    |    |    |

| 5月 |    |    |    |    |    |    |
| 日  | 月 | 火 | 水 | 木 | 金 | 土 |
|     |    |    | 1  | 2  | 3  | 4  |
| 5   | 6  | 7  | 8  | 9  | 10 | 11 |
| 12  | 13 | 14 | 15 | 16 | 17 | 18 |
| 19  | 20 | 21 | 22 | 23 | 24 | 25 |
| 26  | 27 | 28 | 29 | 30 | 31 |    |
|     |    |    |    |    |    |    |

| 6月 |    |    |    |    |    |    |
| 日  | 月 | 火 | 水 | 木 | 金 | 土 |
|     |    |    |    |    |    | 1  |
| 2   | 3  | 4  | 5  | 6  | 7  | 8  |
| 9   | 10 | 11 | 12 | 13 | 14 | 15 |
| 16  | 17 | 18 | 19 | 20 | 21 | 22 |
| 23  | 24 | 25 | 26 | 27 | 28 | 29 |
| 30  |    |    |    |    |    |    |
|     |    |    |    |    |    |    |

| 7月 |    |    |    |    |    |    |
| 日  | 月 | 火 | 水 | 木 | 金 | 土 |
|     | 1  | 2  | 3  | 4  | 5  | 6  |
| 7   | 8  | 9  | 10 | 11 | 12 | 13 |
| 14  | 15 | 16 | 17 | 18 | 19 | 20 |
| 21  | 22 | 23 | 24 | 25 | 26 | 27 |
| 28  | 29 | 30 | 31 |    |    |    |
|     |    |    |    |    |    |    |

| 8月 |    |    |    |    |    |    |
| 日  | 月 | 火 | 水 | 木 | 金 | 土 |
|     |    |    |    | 1  | 2  | 3  |
| 4   | 5  | 6  | 7  | 8  | 9  | 10 |
| 11  | 12 | 13 | 14 | 15 | 16 | 17 |
| 18  | 19 | 20 | 21 | 22 | 23 | 24 |
| 25  | 26 | 27 | 28 | 29 | 30 | 31 |
|     |    |    |    |    |    |    |

| 9月 |    |    |    |    |    |    |
| 日  | 月 | 火 | 水 | 木 | 金 | 土 |
| 1   | 2  | 3  | 4  | 5  | 6  | 7  |
| 8   | 9  | 10 | 11 | 12 | 13 | 14 |
| 15  | 16 | 17 | 18 | 19 | 20 | 21 |
| 22  | 23 | 24 | 25 | 26 | 27 | 28 |
| 29  | 30 |    |    |    |    |    |
|     |    |    |    |    |    |    |

| 10月 |    |    |    |    |    |    |
| 日   | 月 | 火 | 水 | 木 | 金 | 土 |
|      |    | 1  | 2  | 3  | 4  | 5  |
| 6    | 7  | 8  | 9  | 10 | 11 | 12 |
| 13   | 14 | 15 | 16 | 17 | 18 | 19 |
| 20   | 21 | 22 | 23 | 24 | 25 | 26 |
| 27   | 28 | 29 | 30 | 31 |    |    |
|      |    |    |    |    |    |    |

| 11月 |    |    |    |    |    |    |
| 日   | 月 | 火 | 水 | 木 | 金 | 土 |
|      |    |    |    |    | 1  | 2  |
| 3    | 4  | 5  | 6  | 7  | 8  | 9  |
| 10   | 11 | 12 | 13 | 14 | 15 | 16 |
| 17   | 18 | 19 | 20 | 21 | 22 | 23 |
| 24   | 25 | 26 | 27 | 28 | 29 | 30 |
|      |    |    |    |    |    |    |

| 12月 |    |    |    |    |    |    |
| 日   | 月 | 火 | 水 | 木 | 金 | 土 |
| 1    | 2  | 3  | 4  | 5  | 6  | 7  |
| 8    | 9  | 10 | 11 | 12 | 13 | 14 |
| 15   | 16 | 17 | 18 | 19 | 20 | 21 |
| 22   | 23 | 24 | 25 | 26 | 27 | 28 |
| 29   | 30 | 31 |    |    |    |    |
|      |    |    |    |    |    |    |

## できごと

### 1月
- 1月1日
  - 平成31年台風第1号（パブーク）が1951年の観測開始以来初めて、元日に発生した[1][2]。
  -  カタールがOPECを離脱した[3]。
  -  アメリカ合衆国 カリフォルニア州でレストランでのプラスチック製ストローの使用の制限が開始された[4]。
- 1月3日 -  中国 月探査機・嫦娥4号が人類史上初めて、月面・月の裏に到着[5][6]。
  - 日本の熊本県熊本地方を震源とするMj5.1、最大震度6弱の地震が発生[7]。
- 1月5日 - 台風1号（パブーク）が、日本国気象庁の監視範囲の東経100度を越え、インド気象局の監視範囲に入り21年ぶりにサイクロンとなった[8]。
- 1月7日 -  ガボン クーデター未遂が発生し、国営ラジオ局などが一時占拠されたが、犯行グループは間もなく逮捕された[9][10][11]。

### 2月
- 2月14日 -  インド ジャンムー・カシミール州プルワマ県で、イスラム過激派による自爆テロが発生し、襲撃を受けた治安部隊の40人が死亡した[12]。
- 2月15日 -  アメリカ合衆国 ドナルド・トランプ大統領は、議会の承認を得ずにメキシコ国境の壁建設費を確保するため、国家非常事態を宣言した[13]。
- 2月27日 -  ネパール タプレジュン郡でヘリコプターが墜落し、ラビンドラ・アディカリ観光相ら7名が死亡した[14]。

### 3月
- 3月5日 -  日本 最高裁判所第三小法廷において、マンション一括受電の契約について、管理組合の総会での決議は専有部には効力を有さず、専有部の既存の個別契約を解約する義務は無い、とする判決が下された[15][16][17][18][19]。
- 3月10日 -  エチオピア エチオピア航空302便が墜落し、乗客乗員合わせて157名全員が死亡した[20]。
- 3月14日 -  マラウイ、モザンビーク、ジンバブエにサイクロン・アイダイ（英語版）が到達し、約150人が死亡、数百人が行方不明となった[21]。
- 3月15日 -  ニュージーランド クライストチャーチのモスクで銃乱射事件が発生し、51人が死亡した[22]。
- 3月21日 -  アメリカ合衆国 シアトル・マリナーズのイチロー選手が東京ドームでの開幕2連戦をもって引退[23]。
- 3月24日 -  タイ 2019年タイ総選挙[24]。
- 3月25日 -  アメリカ合衆国 トランプ大統領がゴラン高原に対するイスラエルの主権を認める宣言に署名[25]。
- 3月31日 -  香港 逃亡犯条例改正案に抗議する大規模デモが開始された[26]。

### 4月

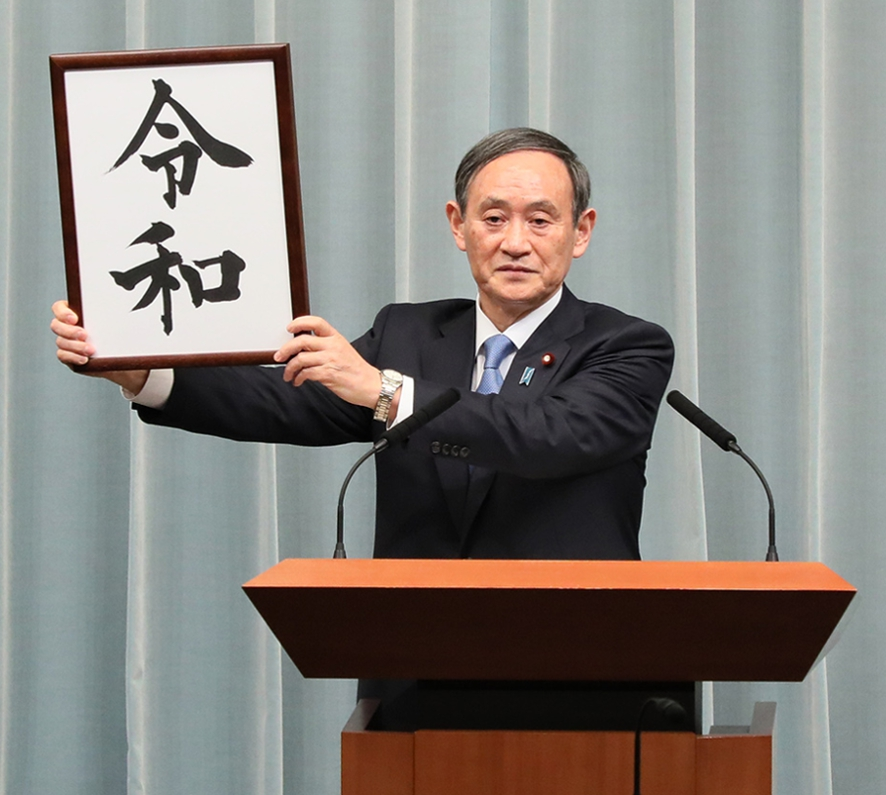
新元号「令和」を発表する菅官房長官

- 4月1日 -   日本 日本政府が平成に代わる次の元号が「令和」であると発表した[27]。
- 4月7日 - 日本時間の午前8時59分41秒でGPSの内部時計（GPS時）がGPS週数ロールオーバーして0に戻った（1999年8月22日についで2度目、UTCでは4月6日23時59分41秒）。[28]
- 4月9日 -  イスラエル 第21回イスラエル議会総選挙[29]。
- 4月15日 -  フランス パリのノートルダム大聖堂で大規模な火災が発生した[30]。
- 4月11日〜5月19日 -  インド 2019年インド総選挙。
- 4月17日 -  インドネシア 2019年インドネシア総選挙。
- 4月21日
  -  ウクライナ 3月31日に行われた大統領選挙の決選投票[31]。
  -  スリランカ 爆破テロ事件が発生し、日本人の女性1人を含む259人が死亡し、500人以上が負傷した[32][33]。
- 4月28日 -  スペイン 2019年4月スペイン議会総選挙。
- 4月30日 -  日本 明仁が天皇位を退位[34]。平成の終了。退位礼正殿の儀が執り行われる[35]。

### 5月
- 5月1日 -  日本 皇太子徳仁親王が天皇に即位[36]。「令和」へ改元。剣璽等承継の儀、即位後朝見の儀が執り行われる[37]。
- 5月5日 -  ロシア モスクワのシェレメーチエヴォ国際空港に緊急着陸したアエロフロート1492便が炎上し、41人が死亡した。
- 5月4日〜5月6日 -  タイ ラーマ10世国王の戴冠式および関連行事。
- 5月12日 - オマーン湾に面したフジャイラ沿岸で4隻の商業船が攻撃された。
- 5月18日 -  オーストラリア 2019年オーストラリア総選挙
- 5月23日  -  アメリカ合衆国 NASAは半世紀ぶりに宇宙飛行士を月面に着陸させるアルテミス計画のスケジュールを発表した。2024年までに8回の打ち上げを行う内容で、月周回軌道への小型宇宙ステーションの設置も含まれる[38]。

### 6月

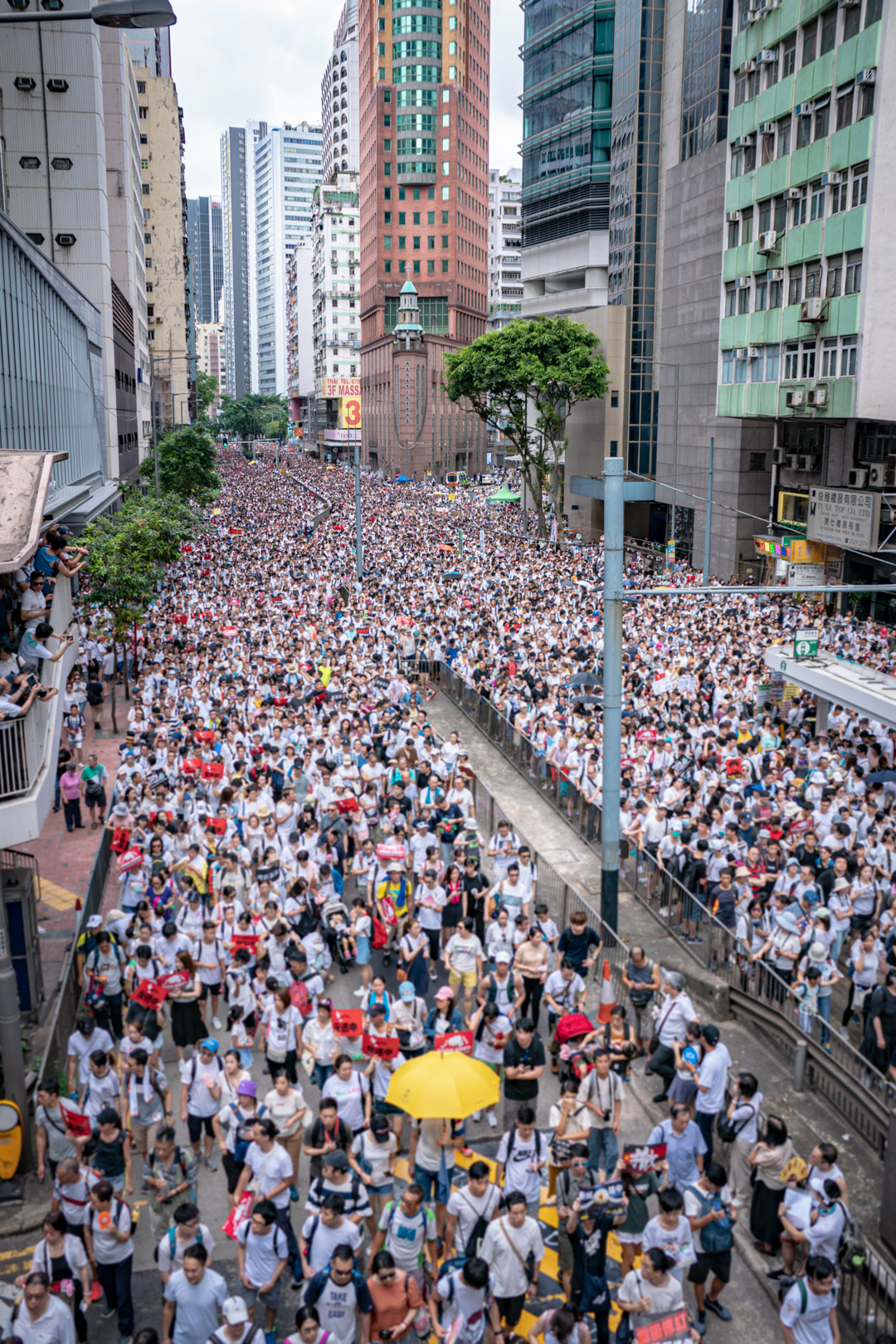
2019年6月9日、逃亡犯条例改正案に反対するデモ (香港)

- 6月6日 -  タイ タイ国会上下両院による首相指名選挙が執り行われ、プラユット・チャンオチャ（国民国家の力党）が500票を獲得してタイ王国首相に選出された[39]。
- 6月7日〜7月7日 -  フランス 2019 FIFA女子ワールドカップ（フランス）
- 6月9日 -  香港 主催者発表で103万人が参加のデモが開かれ、デモが本格化[40]。16日には香港史上最大の主催者発表で約200万人が参加するデモも開かれた[41]。
- 6月13日 - ホルムズ海峡付近で日本とノルウェーの海運会社が運航するタンカーが襲撃を受けた。
- 6月18日 -  日本 山形県沖を震源とする地震が発生し、新潟県村上市で、震度6強を観測。津波も観測された。
- 6月28日〜6月29日 -  日本 第14回G20首脳会議（日本・大阪市）
- 6月30日 -  日本 国際捕鯨委員会（IWC）を脱退[42]。
- 6月30日 - F1オーストリアグランプリにて、レッドブル・ホンダのマックス・フェルスタッペンがホンダエンジンにとって2006年ハンガリーグランプリ以来となる優勝を果たした。

### 7月
- 7月2日 - （現地時間）チリやアルゼンチンの一部地域などで皆既日食を観測[43]。
- 7月12日〜7月28日 -  韓国 2019年世界水泳選手権（大韓民国・光州）
- 7月18日 -  日本 京都アニメーション第1スタジオが侵入した男によって放火され、36人が死亡した。
- 7月19日 -  日本 新海誠監督作品である、同名小説を原作とする劇場アニメーション、『天気の子』が公開された。興行収入は142億3000万円を突破し、邦画歴代9位となった[44]。
- 7月23日 -  韓国 竹島付近の領空を侵犯したロシア空軍機に対して、韓国空軍の戦闘機が警告射撃を行った[45]。

### 8月
- 8月2日 - 中距離核戦力全廃条約が失効した[46]。
- 8月3日 -  アメリカ合衆国 テキサス州エルパソで銃乱射事件が発生[47]。
- 8月10日 -  タンザニア モロゴロでタンクローリーが爆発し、少なくとも89人が死亡した。
- 8月26日 -  インドネシア ジョコ・ウィドド大統領が首都の移転先にカリマンタン島東カリマンタン州の東部を選んだと発表した。新首都は、クタイカルタヌガラ県と北プナジャムパスール県にまたがる地区。国会の議決を経た上で、政府や議会、官舎、ダムといった施設とインフラを整備し、2024年までの移転開始を目指す[48]。
- 8月24日〜8月26日 -  フランス 第45回G7主要国首脳会議（フランス・ビアリッツ）

### 9月
- 9月1日 -  バハマ ハリケーン・ドリアンが上陸して壊滅的被害を受けた[49]。
- 9月4日 -  香港 林鄭月娥行政長官が逃亡犯条例改正案を正式に撤回したと発表した[50]。
- 9月8日 -  日本 台風15号（アジア名ファクサイ）により千葉県を中心に大規模停電などが起こった。
- 9月20日〜11月2日 -  日本 ラグビーワールドカップ2019（日本）。アジア初開催となる。
- 9月21日 - 山梨キャンプ場女児失踪事件が発生。
- 9月28日〜10月6日 -  カタール 2019年世界陸上競技選手権大会（カタール・ドーハ）

### 10月

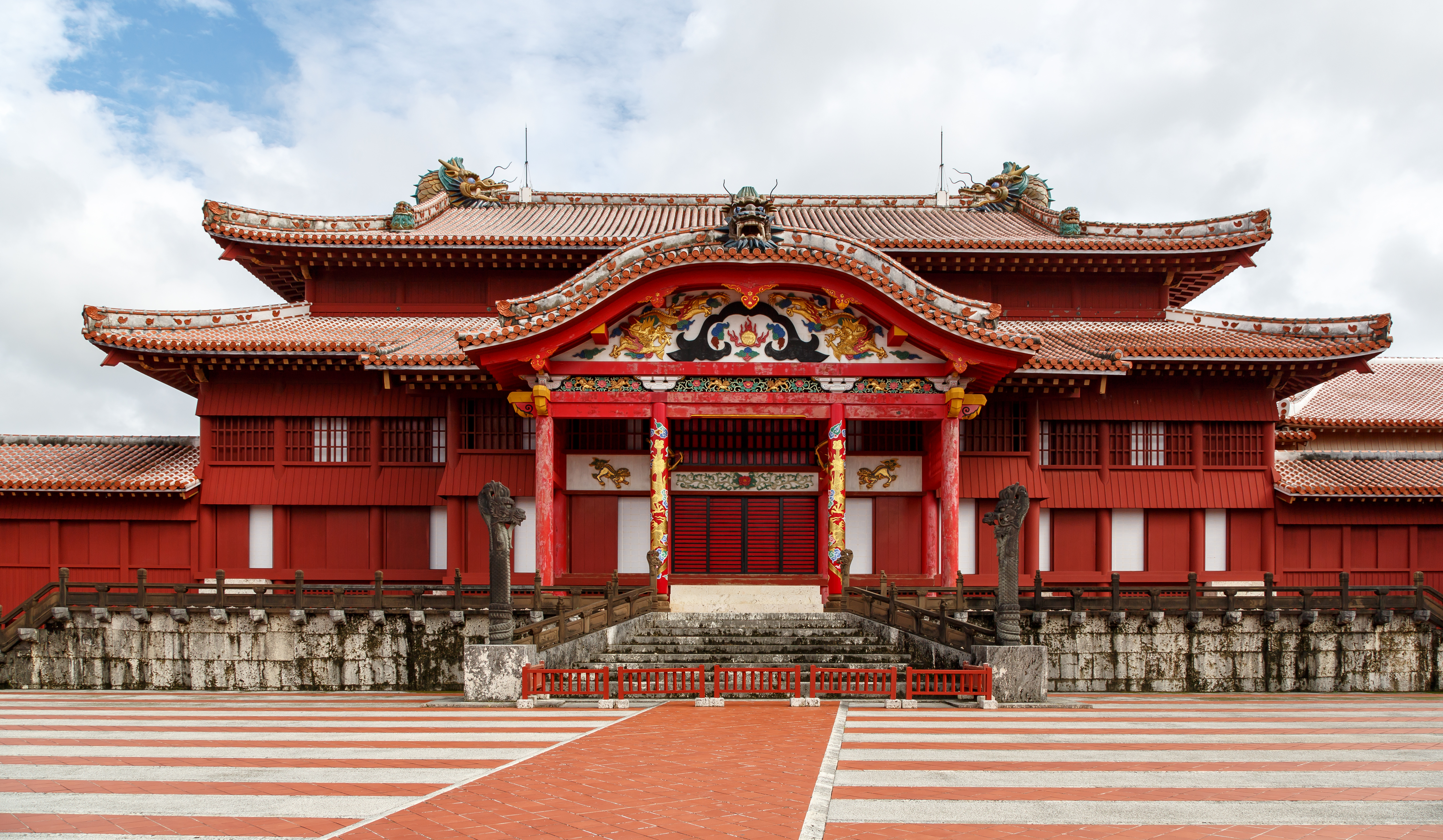
正殿正面（2016年1月）

- 10月1日 -  日本 消費税が8％から10％に引き上げられた[51]。
- 10月12日 -  日本 同月3日に発生した台風19号（アジア名ハギビス）が関東・甲信越・東北地方を直撃。長野県の千曲川、福島県の阿武隈川を始めとする河川氾濫や暴風により、死者105名、被害総額3961万円に及ぶ甚大な被害が発生した。
- 10月21日 -  カナダ 2019年カナダ総選挙[52]
- 10月22日 -  日本 天皇徳仁の即位礼正殿の儀。各国元首、首脳らを招待[53]。
- 10月26日 -  オーストラリア ウルル（エアーズロック）への登頂を全面禁止する処置を施行した[54]。
- 10月27日 -  日本 成田国際空港が運用時間制限を開港以来初めて緩和され、発着時間が午前0時まで延長された[55]。
- 10月31日 -  日本 沖縄県那覇市にある世界遺産、首里城が火災により正殿と北殿、南殿が焼失した[56]。

### 11月
- 11月2日 -  日本 ラグビーワールドカップ2019の決勝が行われ、世界ランク3位の南アフリカが同1位イングランドを破って、3大会ぶり3度目の優勝を果たした。
- 11月4日 -  安倍首相と文在寅大統領が、ASEANの関連首脳会議で一対一のやりとりを行った。
- 11月6日 -  日本 羽田空港の第1・第2ターミナルで、受水槽の中の水の塩分濃度に異常が確認され、原因調査のため大規模な断水が発生。
- 11月10日 -  日本 「祝賀御列の儀」が行われ、天皇皇后がオープンカーに乗り、赤坂御所までの約4.6キロを約30分かけて進んだ。
- 11月13日 -  日本 宇宙航空研究開発機構が「はやぶさ2」を小惑星「リュウグウ」から出発させたと発表。はやぶさ2は順調にいけば、2020年末に地球に戻り、リュウグウで採取した砂などの試料が入ったカプセルを投下する予定。
- 11月15日 -  日本 東京地検立川支部が、日本大学フェニックス反則タックル問題について、当時の監督とコーチ、該当選手の3人を不起訴処分にした。
- 11月16日 -  日本 上野通子文部科学副大臣はユネスコ本部でセンター長と会談、正殿が焼失した首里城跡の世界遺産登録を抹消しないと確認した。
- 11月19日 -  香港 中国政府への抗議運動を見にいった東京農業大学の男子学生が、当局に拘束されていたことがわかった。
- 11月20日 -  日本 安倍首相が第1次政権とあわせた総理在任期間が桂太郎を抜く2886日で日本の憲政史上単独の最長となった。
- 11月24日 -  日本 フランシスコ・ローマ教皇が、長崎市と広島市で核兵器廃絶や平和を求めて、「核兵器のない世界を実現することは可能であり必要不可欠なことだと確信している」とメッセージを発信した。
- 11月30日 -  日本 2020年東京オリンピック・パラリンピックのメインスタジアムとなる国立競技場が完成した。2016年12月から本格工事が始まり、整備費は1569億円となった。

### 12月
- 12月4日- アフガニスタンで活動していたペシャワール会の中村哲がパキスタン・ターリバーン運動に銃撃されて死亡
- 12月18日 -  アメリカ合衆国 アメリカ合衆国下院が本会議で、ウクライナ疑惑に関しトランプ大統領を「権力乱用」と「議会妨害」の罪で弾劾訴追する決議を賛成多数で可決した。米大統領が弾劾訴追されるのは史上3人目[57]。
- 12月26日 - グアムなどで金環日食が観測された。
- 12月28日 - 恒星間彗星として初めて観測（恒星間天体としても2例目）されたボリソフ彗星が地球最接近（距離：約3億km）[58]。
- 12月30日 -  中国 アメリカテスラ社の電気自動車 (EV) が生産・初出荷された。
- 12月31日 -  中国 湖北省武漢市の華南海鮮卸売市場で原因不明の肺炎患者が発生していることを、同市の疾病予防センターが公表した[59]。

## 周年
- 1月1日
  - 欧州連合におけるユーロ導入から20周年[60]。
  - アメリカ合衆国と中華人民共和国の国交樹立40周年[61]。
- 1月15日 - ボストン糖蜜災害から100年[62]。
- 1月24日 - Appleの初代Macintosh（Mac）発売から35周年[63]。
- 2月1日 - イラン革命から40年[64]。
- 3月1日 - 三・一運動100周年[65]。
- 3月2日 - 中ソ国境紛争から50年[要出典]。
- 3月20日 - いかりや長介没後15周年。
- 3月28日 - スリーマイル島原子力発電所事故発生から40年[66]。
- 4月2日 - アニメ｢ドラえもん (1979年のテレビアニメ)｣放送開始40周年。
- 4月7日 - 機動戦士ガンダム放送開始から40周年。
- 4月18日 - クイーン・エリザベス2（客船）竣工50周年[要出典]。
- 4月21日 - 任天堂「ゲームボーイ」発売開始30周年[要出典]。
- 5月1日 - アイルトン・セナ没後25年[67]。
- 5月2日 - レオナルド・ダ・ヴィンチ没後500周年[68]。
- 5月10日 - 最初の大陸横断鉄道開通150周年[69]。
- 6月4日 - 六四天安門事件から30年[70]。
- 6月18日 - ビルマからミャンマー改名30周年[要出典]。
- 6月25日 - マイケル・ジャクソン没後10周年[71]。
- 6月28日 - ヴェルサイユ条約制定100周年[要出典]。
- 7月14日 - フランス革命の発端であるバスティーユ襲撃から230周年[要出典]。
- 7月20日 - 人類初の月面着陸から50周年[72]。
- 8月15-18日 - ウッドストック・フェスティバル開催から50周年[要出典]。
- 9月1日 - 第二次世界大戦開戦から80年[73]。
- 9月11日 - 臼井義人没後10周年。
- 9月15日 - アイドルグループ嵐結成から20周年。
- 9月21日 - 台湾921大地震から20年[要出典]。
- 10月1日
  - 中華人民共和国建国から70年[74]。
  - パラオ独立25周年。
- 10月2日 - インド独立の父マハトマ・ガンディー生誕150周年。
- 11月3日 - アイドルグループ嵐デビュー20周年。
- 11月9日 - ベルリンの壁崩壊から30周年。
- 11月10日 - セサミストリート放送開始から50周年。[75]
- 11月17日 - 日本・パラグアイ外交関係樹立100周年[76][77]。
- 11月21日 - 任天堂「ニンテンドーDS」発売から15周年。
- 12月3日 - SCEの初代「PlayStation」(PS1) 発売から25周年[78]。
- 12月12日 - SCE「PlayStation Portable」(PSP) 発売から15周年。
- 12月26日 - スマトラ島沖地震 (2004年) 発生から15年。
- 東欧革命から30年。

## イベント
- 東京都豊島区で東アジア文化都市を開催。

## 政治
- 当年実施見込みの各国元首等の選挙（【】内は任期満了日）2019年は祝日の天皇誕生日が存在しない年となった。これは上皇の誕生日が12月23日の為平成が終わる前（4月30日まで）だったためと、現在の天皇の誕生日が2月23日だったため令和元年が開始する前（5月1日から）だったからである。

## テクノロジー
- MacintoshのSystem6の時間表示が初期化される。
- 世界初の第5世代移動通信システム(5G)に対応したスマートフォン「Galaxy S10 5G」が発表される。これを筆頭に5G対応のスマートフォンやチップが各社から登場したり、様々な5G関連サービスが発表され、「5G関連株」が注目される。
- 再生医療が発達し、患者の細胞から作製した臓器を患者に移植出来るようになる（文部科学省科学技術政策研究所の未来技術予測）。
- IBMが、少なくとも1社にのみ行っていたOS/2のメンテナンスを終了。

## 芸術・文化・ファッション

### 小説
- 8月22日 - ダヴィド・ラーゲルクランツによる『ミレニアム』第6部（続編3編のうち最後の部）が発売[79]。〈※スウェーデン本国での発売日、日本では12月4日に発売[80]〉

### 映画
- 4月24日 - 『アベンジャーズ/エンドゲーム』公開。全世界興行収入が『アバター』（2009年）の記録を超え、歴代1位となった
- 5月24日 - 『プロメア』公開。
- 10月4日 - 『ジョーカー』公開。 バットマンに登場する悪役ジョーカーの誕生を描くスリラー映画。
- 11月22日 - 『アナと雪の女王2』公開。
- 12月20日 - 『スター・ウォーズ/スカイウォーカーの夜明け』（エピソード9）公開。「スカイウォーカー・サーガ」（スター・ウォーズシリーズの旧三部作と新三部作を加えた合計9作）の完結編となる。

### ゲーム
- 9月20日 - 任天堂が携帯型ゲーム機「Nintendo Switch Lite」を発売。
- 11月15日 - ポケットモンスターシリーズの完全新作となるNintendo Switch用『ポケットモンスター ソード・シールド』が世界同時発売。
- 11月19日 - Googleが登録制クラウドゲームサービス「Google Stadia」をアメリカなど14か国で開始。

## 誕生
- 5月6日 –  イギリス アーチー・マウントバッテン＝ウィンザー、サセックス公ヘンリー王子と同妃メーガンの第1子

## ノーベル賞
- 物理学賞：ジェームズ・ピーブルス、 ミシェル・マイヨール、ディディエ・ケロー
- 化学賞：ジョン・グッドイナフ、スタンリー・ウィッティンガム、吉野彰
- 生理学・医学賞：ウィリアム・ケリン、ピーター・ラトクリフ、グレッグ・セメンザ
- 文学賞：ペーター・ハントケ
- 平和賞：アビー・アハメド・アリー
- 経済学賞：アビジット・V・バナジー、エスター・デュフロ、マイケル・クレーマー